# Route nationale 958 (Belgique)
Pour les articles homonymes, voir Route 958.
 (juin 2018).
Si vous disposez d'ouvrages ou d'articles de référence ou si vous connaissez des sites web de qualité traitant du thème abordé ici, merci de compléter l'article en donnant les références utiles à sa vérifiabilité et en les liant à la section « Notes et références ».
La route nationale 958 est une route nationale de Belgique qui relie Floreffe à Suarlée. Longue de 5,3 kilomètres, elle opère la jonction, à l'ouest de Namur, entre trois routes quittant cette ville en étoile : la N90, vers Charleroi, la N93, vers Nivelles, et la N4, vers Bruxelles.
La N958 naît à Floreffe, sur la N90, au carrefour des Tourettes. Elle franchit la Sambre sur le pont de Floriffoux, un pont bow-string en béton armé. À Floriffoux, elle grimpe jusqu'au plateau de Suarlée, où elle croise la N93 à un carrefour à feux réputé dangereux. Le dernier tronçon, jusqu'au rond-point de la N4, est bordé de deux rangées d'arbres. L'ensemble de la N958 est à 2x1 bande, et la vitesse y est limitée à 90 km/h, et 70 km/h sur le pont de Floriffoux et durant la traversée de ce village.

## Description du tracé

### Communes sur le parcours
- Région wallonne
  -  Province de Namur
    - Floreffe
    - Floriffoux
    - Suarlée